# Huichapa
Huichapa är en ort i Mexiko.   Den ligger i kommunen Tamazunchale och delstaten San Luis Potosí, i den sydöstra delen av landet, 210 km norr om huvudstaden Mexico City. Huichapa ligger 370 meter över havet och antalet invånare är 259.
Terrängen runt Huichapa är kuperad österut, men västerut är den bergig. Terrängen runt Huichapa sluttar österut. Runt Huichapa är det ganska tätbefolkat, med 67 invånare per kvadratkilometer. Närmaste större samhälle är Tamazunchale, 6,1 km öster om Huichapa. I omgivningarna runt Huichapa växer huvudsakligen savannskog.